# 方村街道
方村街道，是中华人民共和国安徽省芜湖市镜湖区下辖的一个乡镇级行政单位。

## 行政区划
方村街道下辖以下地区：
方塘社区、埭南社区、天城村、利民村、马厂村、合心村、五星村、旗杆村、花园村、行春村、方家村、腰埂村、王埂村和斗村村。